# Calcio (Italia)
Calcio [ˈkalʧo] (Cals [ˈkals] in dialetto bergamasco) è un comune italiano di 5 526 abitanti della provincia di Bergamo in Lombardia. Situato ai margini orientali della pianura bergamasca, sulla destra orografica del fiume Oglio, si trova a circa 25 chilometri a sud-est del capoluogo orobico.

## Storia
Le origini della moderna Calcio sono molto antiche: possono essere fatte risalire al III secolo a.C., epoca in cui si verificò la colonizzazione Romana. Tale ipotesi è suffragata da numerosi ritrovamenti avvenuti sul territorio comunale, tra i quali spicca un mosaico di straordinaria fattura che, ritenuto il miglior esempio di arte romana di tutta la provincia bergamasca, è oggi custodito nel Museo Archeologico di Bergamo. Da Calzum, nome romano di Calcio, passava la via Mediolanum-Brixia, che collegava Mediolanum (Milano) con Brixia (Brescia) passando anche da Cassianum (Cassano d'Adda).
Anche il significato etimologico del nome risalirebbe a quel periodo: calx infatti indicherebbe proprio il materiale presente in natura con il nome di calcio (i cui composti assumono il nome di calce), molto comune in quel tempo specialmente sulle rive del fiume Oglio, dove si verificarono i primi insediamenti umani stabili.
Dopo il termine della dominazione romana, Calcio dal 570 entrò a far parte del Ducato longobardo di Bergamo, che dal 603 comprese anche Cremona ed il suo territorio. Nel 702, in seguito a due tentativi dei duchi di Bergamo di farsi re d'Italia, il ducato fu soppresso ed assegnato ad un Gastaldo regio. Nel 774 il territorio fu occupato dai Franchi. Furono questi ultimi a creare i presupposti per la formazione del Sacro Romano Impero, i cui reggenti governarono le sorti del paese per tutta l'epoca medievale. Calcio entrò quindi a far parte della Contea di Bergamo retta dai conti Ghisalberti. Poco dopo il Mille, la contea fu suddivisa fra i vescovi di Bergamo e Cremona.
Ed è a questo periodo che risalgono i primi documenti scritti che attestano l'esistenza del borgo: nel 1035 infatti si cita in loco Calzo, per indicare alcuni possedimenti del vescovo di Cremona, al quale era stato donato in feudo il borgo dall'imperatore, unitamente alle zone circostanti.
Altri documenti a questo successivi ci permettono di venire a conoscenza del fatto che lo stesso vescovo concesse il paese di Calcio in feudo alla famiglia dei Sommi, ribadendo comunque l'appartenenza del paese alla diocesi cremonese. Successivi cambi portarono il borgo a gravitare nel distretto di Soncino dopo che i soncinesi nel 1306 conquistarono, dopo aver vinto una strenua resistenza, il castello di Calcio. Per poi ritornare nell'area cremonese nel 1442. Nuove cessioni riguardarono questo territorio: prima al conte Gabriolo Aliprandi (1364), Quindi nel 1366 alla famiglia milanese dei Visconti, nella figura di Regina della Scala, consorte di Bernabò Visconti, ed infine all'antichissima famiglia di origine gotica dei Secco, proveniente da Caravaggio, nel 1380.
Fu con questi ultimi che il paese visse un periodo di rinascita, dopo un lungo periodo di abbandono e di povertà che aveva reso il territorio una zona paludosa e per nulla sicura. La famiglia, tra le più in vista dell'intera Lombardia, garantì ai propri sudditi una serie di esenzioni, sgravi e diritti che fecero rinascere socialmente ed economicamente il borgo, che assunse un ruolo di rilievo tra i paesi del circondario.
Posto in una zona di confine, tra la Repubblica di Venezia ed il Ducato di Milano, era da considerarsi una vera e propria zona franca, chiamata Calciana, comprendente, oltre a Calcio, i comuni di Pumenengo, Torre Pallavicina, Urago e la parte meridionale delle terre di Cividate. Esente dalle tasse e con una propria amministrazione. Come in tutte le zone di confine, notevole era il contrabbando praticato nonostante le rigide leggi che lo vietavano.
La totale esenzione dalle tasse durò fino alla metà del XVIII secolo, mentre nei giorni successivi al 13 marzo 1797 il paese fu annesso alla repubblica Orobica ponendo fine agli oltre 400 anni di indipendenza del feudo della Calciana (1366-1797). Passò poi alla Repubblica Cisalpina. La nuova dominazione revocò tutti i privilegi riservati al paese, che fu annesso al dipartimento facente a capo a Bergamo, ed unito amministrativamente ai vicini comuni di Pumenengo e Torre Pallavicina.
Il successivo arrivo degli austriaci, che instaurarono il Regno Lombardo-Veneto, non ripristinò le vecchie agevolazioni ma garantì un nuovo sviluppo che portò nuovamente il paese di Calcio ad occupare un ruolo predominante in ambito economico nella pianura bergamasca. Nel XX secolo il paese subì la crisi del settore agricolo che, non compensata dall'evoluzione industriale, lo ha nuovamente relegato a ruolo marginale nell'economia della bassa bergamasca. Pochi sanno che due delle più importanti battaglie del Medioevo ebbero il loro inizio nel territorio di Calcio.

### La Malamorte
Nonostante la contea dei Ghisalberti, comprendente le attuali province di Bergamo e Cremona, fosse stata suddivisa nel X secolo fra i vescovadi di Bergamo e Cremona, le due città, divenute liberi comuni, mantennero la loro amicizia e, sul finire del XII secolo, si trovarono in guerra contro Milano e Brescia. I loro comandanti, per impedire che gli eserciti avversari si riunissero, decisero di prendere l'iniziativa per primi per battere Brescia ed affrontare poi Milano. Però i bresciani stavano arroccati a guardia dei ponti di Rudiano e di Palazzolo.
Per sorprenderli, i bergamaschi finsero di stare per attaccare Palazzolo attirando il grosso dei bresciani, mentre i cremonesi, nella notte fra il 6 ed il 7 luglio 1191, costruirono sull'Oglio un ponte di legno all'altezza dell'attuale ponte ferroviario, quindi, raggiunti dai bergamaschi, attraversarono il fiume attaccando i bresciani.
Stavano per conseguire la vittoria quando udirono suoni di trombe e tamburi alle loro spalle. Ignorando che si trattava solo della piccola guarnigione di Rudiano, bergamaschi e cremonesi, convinti che fosse l'intero esercito di Milano, si gettarono verso il ponte che per il peso eccessivo crollò, forse anche a causa del fatto che un drappello di bresciani, al comando di Obizio da Niardo riuscì a danneggiarne i pali di sostegno. Infatti Obizio rimase intrappolato sotto le travi. Raccontò poi di aver visto l'inferno, sicuramente riferendosi al massacro, anche se i suoi contemporanei credettero avesse visto l'inferno di fuoco. Comunque, scosso dall'accaduto Obizio si diede alla vita religiosa divenendo santo. Diecimila furono i soldati che annegarono o che, massacrati sulla sponda, arrossarono le acque del fiume. Furono infatti le acque arrossate che "portarono" nel cremonese la notizia della disfatta.

### La battaglia di Cortenuova
La guerra si era conclusa l'11 agosto 1192 con la pace di San Pietro in Valico, ma i Milanesi, desiderosi di costituire un corridoio che li collegasse a Brescia, non rispettarono il trattato effettuando incursioni nel territorio nel 1200, 1208, 1217, e nel 1228. Di conseguenza quando Federico II di Svevia, re di Germania, d'Italia, di Sicilia e di Gerusalemme, nonché imperatore del Sacro Romano Impero, nel 1236 decise di ridurre all'obbedienza le città della Lega Lombarda, Cremona si schierò subito al suo fianco. Nel 1237 l'imperatore mosse contro Brescia, ma in soccorso di questa città si radunò un esercito di 6 000 fanti e 2 000 cavalieri milanesi e forti contingenti di Piacenza, Lodi, Crema, ed Alessandria.
L'imperatore cercò di impegnare i leghisti in battaglia, ma questi, conoscendo la sua superiorità sul campo, si tennero attestati dietro una zona paludosa, avendo il solo scopo di impedire agli imperiali di assediare Brescia. Federico II allora, finse di volersi ritirare nei quartieri invernali, congedò i reparti alleati di Pavia, Modena, Parma, e Reggio, rinunciando in tal modo ad un terzo del suo esercito, quindi ordinò anche al resto dell'esercito di ritirarsi dietro l'Oglio su ponti di legno che poi distrusse. Però, invece di dirigersi verso Cremona, si diresse verso Soncino. Infatti Bergamo era passata segretamente dalla sua parte.
La mattina del 27 novembre la piccola guarnigione bergamasca di Cividate segnalò che l'esercito della Lega aveva attraversato l'Oglio e si era attestato nella contea di Cortenuova, alleata di Milano. Percorsa nella mattinata la strada che li separava dall'esercito nemico, gli imperiali mossero all'attacco suddivisi in sette colonne. Si trattava di 2 000 cavalieri tedeschi, 6 000 mercenari saraceni, le truppe venete di Ezzelino III da Romano, e quelle comunali di Cremona, per un totale di 12-15 000 uomini. I soldati della Lega avevano almeno in parte intuito le intenzioni dell'imperatore. Infatti per muoversi più rapidamente avevano messo dei cavalli anziché i tradizionali buoi al traino del carroccio, ed avevano mandato innanzi i loro reparti di zappatori che nella notte fra il 26 ed il 27, allargarono e approfondirono la Circa di Cortenuova (i contadini fino a pochi decenni fa tramandarono la voce che il fossato che corre dal fiume Oglio al Serio fosse stato scavato in una notte precedente una battaglia da un misterioso esercito, ma è più probabile che fosse in parte preesistente, e si trattasse di un vecchio canale romano, scavato per drenare le acque delle paludi e forse successivamente per l'irrigazione e probabilmente anche come canale navigabile fra l'Oglio, il Serio e il lago Gerundo, ma che poi si era prosciugato per l'abbassamento del letto del fiume Oglio).
Arrivato nei pressi di Cortenuova, l'esercito della Lega cominciò a preparare il campo, circa novecento metri a nord del fossato che, allora e fino a pochi decenni fa, nella zona di Calcio correva dove adesso passa la strada che collega la vecchia provinciale che passava dalla stazione, con la nuova provinciale. Avvedutisi del pericolo, i leghisti corsero verso il fossato, ma solo i piacentini ed una parte dei milanesi riuscirono a raggiungere affannosamente la linea di difesa, dove ben presto dovettero arretrare in numerosi punti, anche perché gli altri contingenti dell'esercito non poterono accorrere in loro aiuto, essendo stati attaccati da nord dall'esercito di Bergamo. A quel punto la "Compagnia dei forti" composta da un migliaio di uomini, si sacrificò per permettere agli altri reparti di ritirarsi verso il carroccio, mentre la cavalleria tedesca travolgeva quella lombarda. In queste fasi della battaglia, anche Pietro Tiepolo, comandante dell'esercito della Lega, cadde prigioniero.
Facendo quadrato attorno al Carroccio, i leghisti riuscirono a resistere fino al calare della notte. Però, rendendosi conto che non avrebbero potuto riprendere la battaglia, nel buio cercarono di fuggire verso Milano. Ma era una notte piovosa, il fiume Serio era in piena. Furono i Bergamaschi, esperti dei luoghi, che raggiunsero per primi l'esercito nemico che disperatamente cercava un guado. Molti furono massacrati sulla sponda, molti altri annegarono nel cercare di attraversare il fiume, cinquemila si arresero. Il giorno 29 Calcio fu attraversato dal corteo dell'esercito vittorioso che scortava il carroccio di Milano trainato da un elefante e seguito dai cinquemila prigionieri e dagli abitanti di Cortenuova aggiogati a dei gioghi. Una cappella che da alcuni anni è stata dedicata a san Carlo Borromeo, posta vicino alla vecchia pompa dell'acqua agricola, vicino alla rotonda fra la Provinciale 98 e via Trieste, ricorda questi caduti.

### Simboli
Il comune ha come simboli lo stemma concesso con R.D. 18 luglio 1930 e il gonfalone concesso con D.P.R.	21 marzo 1997.
Stemma
(R.D. 18 luglio 1930)
Gonfalone
(D.P.R. 21 marzo 1997)
Il castello di Calcio raffigurato nello stemma venne costruito dai vescovi di Bergamo ed è oggi di proprietà della famiglia Silvestri. Il leone d'oro era simbolo dei Secco d'Aragona, signori del paese. La spada, simboleggia le cruenti e frequenti lotte che ebbero luogo nel territorio della Calciana.

## Monumenti e luoghi d'interesse

### Architetture civili
Castello medievale, detto dei Silvestri, nel quartiere Piazza. Edificato attorno all'anno 1000 in luogo di un'antica villa d'origine romana e ristrutturato nel 1862, è stato a lungo il centro della vita sociale e politica del paese. Fu teatro anche di fatti d'arme minori, a partire dall'assedio dei soncinesi nel 1311, fino al breve arroccamento nelle sue mura dei tedeschi in ritirata nel 1945.
Castello Oldofredi Tadini, sito in via Umberto I, fu la casa di Ercole Oldofredi Tadini, uno dei protagonisti del Risorgimento. Nato a Brescia nel 1810 e morto nel 1877 a Calcio dove riposa. Ercole Oldofredi Tadini fu tra gli organizzatori delle Cinque Giornate di Milano del 1848. Gli austriaci, non appena si riappropriarono del territorio lombardo, lo mandarono in esilio. Andò in Piemonte, nel Cuneese. Amico di Camillo Benso Conte di Cavour, seguì da vicino lo sviluppo della rete ferroviaria piemontese e si impegnò nella propaganda pro unità d'Italia quale direttore di testate giornalistiche e autore, curava la diffusione di articoli filo–sabaudi. Negoziò con Napoleone III la cessione di Nizza e della Savoia alla Francia. Fu nominato senatore del neo-costituito Regno d'Italia il 20 novembre 1861 su relazione di Giovanni Martinengo di Villagana. La sua nomina venne convalidata il 9 dicembre 1861 ed egli poté prestare giuramento l'8 gennaio 1862.

### Architetture religiose

#### Chiesa di San Vittore

La chiesa parrocchiale

La storia della parrocchiale di Calcio ha avuto inizio attorno al 1750, quando, dato che la vecchia chiesa di Calcio necessitava di onerosi lavori di ampliamento non essendo più sufficiente a contenere la popolazione, riprese corpo il progetto, che si era trascinato per decenni senza mai giungere a buon fine, di costruire una nuova chiesa al posto di continuare a spendere denaro per un vecchio edificio che fra l'altro aveva il difetto di trovarsi al centro del quartiere Piazza, relativamente lontano dai due quartieri Rivelino, e soprattutto dal quartiere Villa.
Il marchese Marco Secco d'Aragona, molto tempo prima, aveva messo a disposizione il campo denominato Brama (nome che ancora adesso si usa per chiamare la piazza antistante la chiesa) a livello perpetuo per un canone simbolico, per cui, a questo punto,  l'arciprete Gaspare Ludovico Orsi commissionò il progetto all'ingegnere Giuseppe Foscagni e nel 1762 iniziarono i lavori.
Era però ritenuto improbabile che la nuova chiesa sarebbe stata finita: un borgo povero, che superava di poco i duemila abitanti, si accingeva a costruire un tempio che sarebbe stato inferiore, in Lombardia, solo al Duomo di Milano. Tutta la popolazione rispose con slancio: muratori, carpentieri e manovali, lavorando gratuitamente la domenica; i carrettieri, trasportando gratuitamente il cemento, la sabbia e i mattoni; i contadini, estraendo in loco la ghiaia, i sassi e parte della sabbia; e i proprietari terrieri fornendo il legname e sussidi.
Però, dopo dieci anni, la popolazione di Calcio dovette arrendersi: i lavoratori erano stremati, le risorse esaurite. I lavori furono interrotti con i muri a circa due terzi dell'altezza che avrebbero dovuto raggiungere. Si ricoprì alla meglio, furono lasciate le impalcature con l'intenzione di riprendere i lavori e si ricavarono, nelle parti ricoperte, alloggi per le famiglie indigenti.
Un tentativo di riprendere i lavori fu fatto nel 1792, ma venne subito abbandonato. Nel 1835, dietro l'impulso dell'arciprete Paolo Lombardini, furono commissionati all'architetto Giacomo Bianconi una modifica del progetto originale e un prospetto delle spese, che furono calcolate in 230 000 lire austriache, cui sarebbero state da aggiungere altre 90 000 lire per la cupola, alla quale però egli suggerì di rinunciare in quanto troppo onerosa. Nella primavera del 1841 ripresero quindi i lavori sotto la guida del capomastro Prospero Reyner a partire dalle vecchie mura, che si erano dimostrate solide. Il consiglio comunale deliberò una sovraimposta comunale di due centesimi per ogni scudo d'estimo da destinarsi all'erigenda chiesa. Nel 1848 don Lombardini dovette però arrendersi a sua volta.
Nel 1860, l'ormai anziano arciprete rinunciò alla parrocchia e il suo posto venne preso da don Giuseppe Mainestri il quale deliberò la ripresa dei lavori, e dopo aver accumulato per due anni i materiali necessari, chiamò l'architetto Carlo Maciachini per commissionargli il completamento dei medesimi. Dopo un suo scoraggiamento iniziale, la popolazione di Calcio lo convinse ad assumere la direzione dei lavori, e la chiesa fu completata, compresa anche la cupola che nel progetto del 1835 era stata stralciata.
Il 29 ottobre 1880 la nuova chiesa fu consacrata dal vescovo di Cremona Geremia Bonomelli. L'arciprete, essendo morto nel 1875 Giuseppe Mainestri, era l'arciprete Giovanni Battista Pizzi. Comprese le varie interruzioni, i lavori erano durati ben 118 anni. Lavori di consolidamento furono necessari già nel 1894, e poi ancora poco prima del 1930.
La costruzione è imponente; all'interno la lunghezza massima è di 69 metri, e la larghezza massima di 33. All'esterno il tempio misura 76 metri per 36. La facciata, sormontata da cinque statue di santi, è alta 33 metri al vertice del timpano, mentre la cupola, ricoperta con ardesie di Savoia, arriva ad un'altezza di 64 metri alla sommità della croce. L'interno, originariamente quasi interamente spoglio (solo sui pennacchi della cupola erano già stati eseguiti affreschi da Giacomo Trecourt), venne decorato trasferendo opere dall'oratorio di San Rocco e dalla pieve vecchia diverse tele di Enea Salmeggia, del Chiaveghino ed altri (fra queste una copia di autore ignoto della Madonna col Bambino in gloria e i santi Rocco, Francesco e Sebastiano del Salmeggia). Gli affreschi risalgono principalmente al Novecento da artisti come Giacomo Campi (che qui operò nel 1906 sulla parete d'ingresso e sul coro), Umberto Marigliani (che lavorò alla volta e al catino absidale nel 1934), e Mario Albertella (che lavorò nella cappella del crocefisso nel 1934). Il vecchio altare fu sostituito nel 1940 con un altare imponente abbellito con delle sculture marmoree di Pietro Ferraroni.
All'interno, in dodici nicchie, si trovano le statue dei dodici apostoli eseguite dal conte Gerolamo Oldifredi Tadini, a cui s'aggiungono le statue lignee di Cristo morto (1731), San Gottardo (1627), San Carlo (1674), San Biagio (1738) e San Vittore (XVIII secolo). Vicino all'ingresso troviamo la statua di un angelo adorante, mentre negli altari laterali vi sono una statua della Madonna Immacolata e della Madonna del Rosario, entrambe di fattura recente.

### Arte murale
Il comune di Calcio fa parte del circuito documentato nella Guida ai paesi dipinti di Lombardia. È datata 1995 l'iniziativa Narrano i muri, voluta dall’Amministrazione comunale, di decorare gli edifici per fissare i momenti più significativi della sua storia e delle sue tradizioni in una galleria a cielo aperto. Direttore artistico del progetto è stato il critico d'arte Mauro Corradini di Brescia. L'architetto Tullio Lazzarini di Chiari ha coordinato, invece, tutta la parte di supporto logistico necessaria all’esecuzione delle opere. Sono stati coinvolti sia artisti di calibro provenienti dai territori limitrofi, quali per esempio Giovanni Repossi, Trento Longaretti, Angelo Boni, che giovani emergenti delle Accademie di Belle Arti di Brera, Sassari, e ospiti internazionali, come gli allievi delle Accademie di Birmingham, Vienna e Barcellona. L'itinerario culturale all'aperto attualmente allinea sui muri delle vie del paese 38 racconti di artisti diversi ed è parte integrante del patrimonio storico e culturale calcense che vanta anche un museo della fotografia in ristrutturazione e una pinacoteca (con opere di artisti di fuori e locali, come il pittore Egidio Lazzarini, di cui già nel 1982 il noto critico Raffaele De Grada aveva curato una retrospettiva).

## Società

### Evoluzione demografica
Abitanti censiti

### Etnie e minoranze straniere
Secondo i dati ISTAT al 31 dicembre 2009 la popolazione straniera residente era di 860 persone. Le nazionalità maggiormente rappresentate in base alla loro percentuale sul totale della popolazione residente erano:
- Serbia 217 4,07%
- Marocco 148 2,78%
- Montenegro 109 2,05%
- Albania 80 1,5%
- Romania 69 1,29%
- Kosovo 50 1,13%

## Infrastrutture e trasporti
A partire dal luglio 2014, il comune di Calcio è toccato dal passaggio dell'Autostrada A35 Bre-Be-Mi, con un casello autostradale situato nel territorio comunale.
- Autostrada A35